# Пинське реальне училище
Пинське реальне училище — освітній заклад в Пинську що існував від 1864 до 1918 року. Призначалося, в першу чергу, для дітей торгово-промислового стану. Готувало фахівців для торгівлі і промисловості.

### Історія закладу
Після повстання 1831 року в Пинську було ліквідоване Пинське повітове училище, яким керували францисканцями. Планувалося закриття Любешівського піарського училища. В 1832 році з містечка Холопеничи в Пинськ переведено штатне парафіяльне училище на ступені гімназії. В 1834 році перетворене в чотирикласні Пинське повітове для дворян училище. З 1837 р. було перетворено на п'ятикласне з шестирічним курсом навчання (в останньому класі вчилися два роки). З 1858 року училище стало чоловічею гімназією. В 1853 році за проектом Казимира Скірмунта для училища побудований спеціальний двоповерховий кам'яний будинок.
У 1864 році цей навчальний заклад отримує статус семіклассние реальної гімназії, а за статутом від 15 травня 1872 — реального училища.

### Мета
Згідно зі Статутом — «загальна освіта, пристосоване до практичних потреб і до придбання технічних пізнань».

### Навчання
Училище складалося з шести основних класів — у перших чотирьох давалося загальне утворення, з п'ятого починали вивчати спеціальні предмети. Був в училищі також додатковий сьомий клас з хіміко-технічним відділенням.
Розмір плати за навчання призначався в залежності від місцевих умов і в Пинську ця сума коливалася від 25 до 35 рублів на рік. Особлива плата бралася з «учнів-євреїв за навчання законом їх віри».

### Відомі викладачі, учні і випускники

#### Директори
- Стефан Іванович Куклінський (31 жовтня 1865—1875)

#### Учні
- Віктор Краніхфельд
- Володимир Краніхфельд

#### Випускники
- Хаїм Вейцман